# Achim Kessler

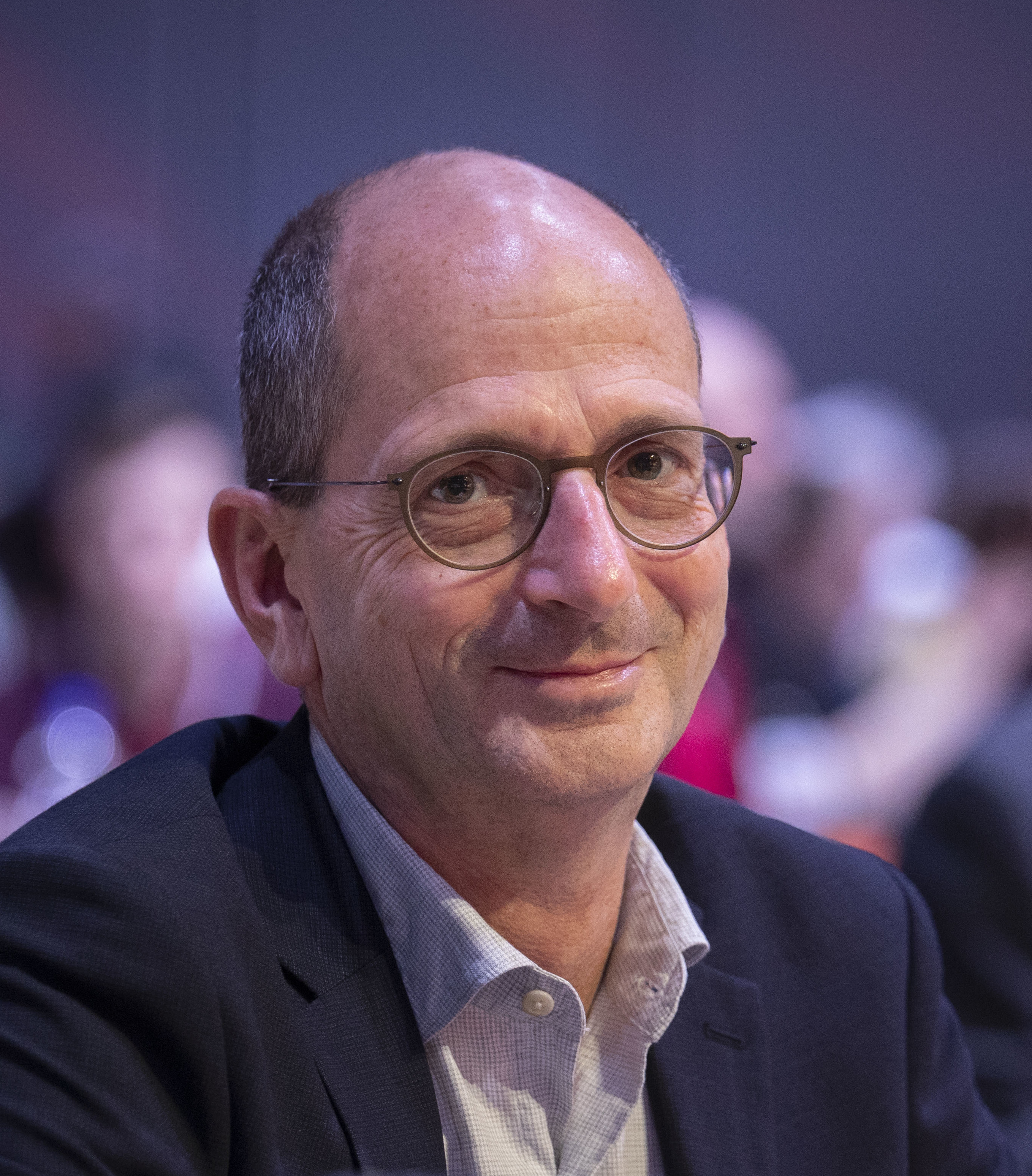
Achim Kessler (2019)

Achim Dieter Kessler (* 2. August 1964 in St. Georgen im Schwarzwald) ist ein deutscher Politiker (Die Linke). Von 2017 bis 2021 war er Mitglied des Deutschen Bundestags.

## Leben
Nach dem Zivildienst in der Arbeiterwohlfahrt Villingen-Schwenningen 1986 folgte ein Studium der Neueren Deutschen Literatur und der Medienwissenschaften sowie der Wirtschafts- und Sozialgeschichte in Marburg. Während seines Studiums war Kessler Mitglied des Marxistischen Studentenbundes Spartakus und wurde in deren Bundesvorstand gewählt. 1993 wurde er Mitglied im Vorstand des Lesben- und Schwulenverbandes Hessen und 1993–1994 Vorsitzender des AStA der Universität Marburg. 1998 wurde Kessler Vorstandsmitglied der AIDS-Hilfe Marburg e. V.
2004 schloss er eine Promotion über Ernst Bloch an der Freien Universität Berlin ab. Seit 2005 war er Wahlkreismitarbeiter des Bundestagsabgeordneten Wolfgang Gehrcke und seitdem Landespressesprecher der PDS von Hessen, später Die Linke. Hessen, wo er von 2010 bis 2014 stellvertretender Landesvorsitzender wurde. Von 2006 bis 2011 war Kessler ehrenamtlicher Stadtrat der Stadt Frankfurt am Main.

## Politik
Nach Aktivitäten in der akademischen Selbstverwaltung und in der LGBT-Bewegung trat Achim Kessler 2001 der PDS bei. 2008 kandidierte er im Wahlkreis Main-Taunus I, wo er 2,5 % der abgegebenen Stimmen erreichte. Zur Landtagswahl 2009 kandidierte er wieder als Direktkandidat im Wahlkreis 32. Als Kandidat beschäftigte er sich vor allem mit sozialpolitischen Themen und dem Rentensystem. Bei der Bundestagswahl 2017 zog er über die Liste seiner Partei in den Deutschen Bundestag ein.
Im 19. Deutschen Bundestag war Kessler Obmann des Ausschusses für Gesundheit und gehörte als stellvertretendes Mitglied dem Ausschuss für wirtschaftliche Zusammenarbeit und Entwicklung sowie dem Unterausschuss Globale Gesundheit an. Bei der Bundestagswahl 2021 gelang Kessler nicht der erneute Einzug als Abgeordneter in den Bundestag. Im April 2022 berichtete Der Spiegel über Vorwürfe von Machtmissbrauch und sexuellen Übergriffen innerhalb des hessischen Landesverbands der Partei. Ein junger Mann erhob den Vorwurf, Kessler habe ihn im Oktober 2018 sexuell bedrängt. Kessler bestreitet diese Darstellung. Am 11. Mai 2022 urteilte das Landgericht Wiesbaden, dass der Vorwurf gegen Achim Kessler nicht wiederholt werden darf, weil dem Gericht die vorgebrachten Belege nicht reichten.

## Schriften
- „Schafft die Einheit!“: die Figurenkonstellation in der „Ästhetik des Widerstands“ von Peter Weiss. In: Edition Philosophie und Sozialwissenschaften. Band 44. Argument, Berlin und Hamburg 1997, ISBN 3-88619-644-5, doi:10.1007/978-3-322-89585-1_13.
- Ernst Blochs Ästhetik: Fragment, Montage, Metapher. Königshausen und Neumann, Würzburg 2006, ISBN 3-8260-3178-4.